# Meghann Fahy
Meghann Alexandra Fahy (Longmeadow, Massachusetts; 25 de abril de 1990) es una actriz y cantante estadounidense, conocida por protagonizar la serie de Freeform The Bold Type como Sutton Brady, además por su interpretación de Natalie Goodman en el musical Next to Normal, y de Hannah O'Connor en la telenovela de ABC One Life to Live.

## Biografía

### Teatro
Durante el verano de 2008, Fahy asistió a una convocatoria abierta y fue elegida como sustituta de Jennifer Damiano como Natalie Goodman en la producción de Arena Stage de Next to Normal a finales de 2008. Permaneció con el elenco durante su traslado al Booth Theatre en Broadway, que comenzó las pre-representaciones el 27 de marzo de 2009. El 19 de julio de 2010, después de que Damiano saliera del elenco para prepararse para el musical Spider-Man: Turn Off the Dark de Broadway el día anterior, Fahy asumió como actriz principal interpretando a Natalie junto con Marin Mazzie como la madre Diana y Jason Danieley como el padre Dan. MacKenzie Mauzy la reemplazó como sustituta para Natalie. Fahy interpretó el papel en Broadway hasta su clausura el 16 de enero de 2011.
En diciembre de 2010, se anunció que Fahy había sido escogida en lecturas de una adaptación teatral basada en el clásico de 1992 de Disney Newsies. Paper Mill Playhouse tomó el musical para su temporada 2011-2012, con la producción que va del 15 de septiembre al 16 de octubre de 2011, aunque Fahy no participó en esa producción.
También ha grabado demos para obras de compositores, como The Unauthorized Autobiography of Samantha Brown de Brian Lowdermilk y Kait Kerrigan en 2009, y continúa actuando en conciertos como el personaje principal tan recientemente como el 1 de marzo de 2011.
En mayo de 2011, Meghann brevemente repitió su papel de Natalie Goodman en la primera visita nacional de Next to Normal en la primera semana de Saint Paul, en Minnesota. Emma Hunton, que había sido elegida en la gira, tomó una licencia para completar un taller en la ciudad de Nueva York. Fahy se unió al resto de la gira principal para su temporada: Alice Ripley como Diana, Asa Somers como Dan, Jeremy Kushnier como el Dr. Madden y Preston Sadleir como Henry.
En julio de 2011, se anunció que Fahy había sido escogida en The Unauthorized Autobiography of Samantha Brown en la ópera de Goodspeed. Ella repitió su papel como el carácter de título cuando las actuaciones comenzaron el 4 de agosto de 2011 y continuaron hasta el 28 de agosto de 2011.
En enero de 2012, Fahy apareció en una lectura de concierto de una noche de Twilight: El Musical como Bella.

### Televisión y películas

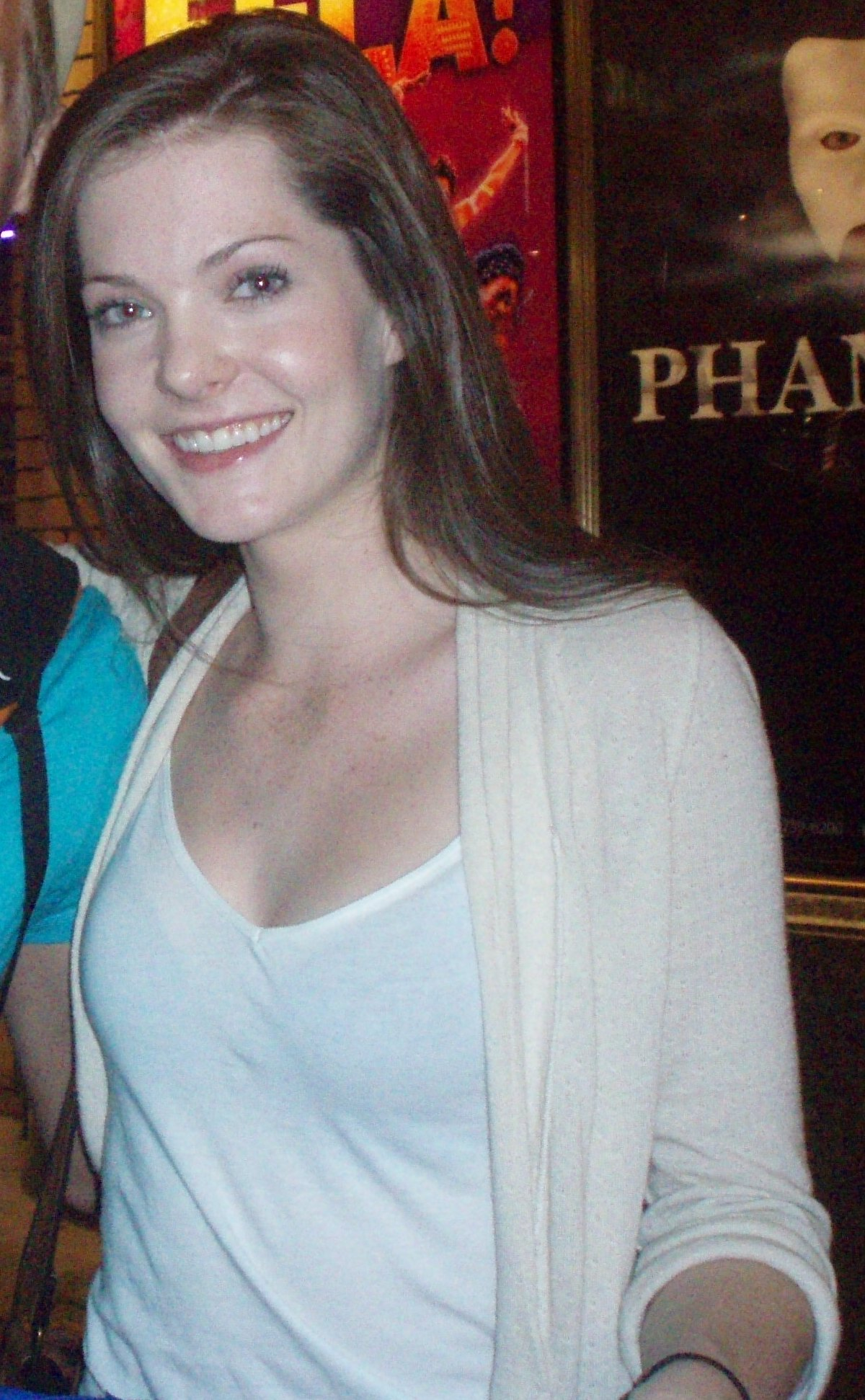
Meghann Fahy

Fahy apareció por primera vez en ABC con One Life to Live en febrero de 2010 como la estudiante universitaria Hannah O'Connor. Ella ha descrito su personaje en estos términos: "acosó a un ex-novio, sobredosis de analgésicos, tiene una fijación en un coed, fue testigo de un crimen". El papel termina en noviembre de 2010, con Hannah O'Connor apareciendo en un total de 83 episodios.
Otros créditos televisivos suyos incluyen Gossip Girl como Devyn y la película Hallmark Hall of Fame de 2011, The Lost Valentine, como una madre de la era de los 1940, Caroline Thomas, con Betty White como Caroline en la actualidad y Jennifer Love Hewitt como reportera aprendiendo de la historia de Caroline. En 2012 Fahy apareció en Political Animals como la ambiciosa bloguera Georgia, así como en Necessary Roughness como Olivia DiFlorio, la tutora se convirtió en novia del hijo del personaje principal.
Desde el 20 de junio de 2017, Fahy protagoniza la serie de televisión de Freeform The Bold Type como Sutton Brady.

## Vida personal
Fahy había cantado en varios eventos alrededor de su ciudad natal de Longmeadow, Massachusetts desde que era pequeña. Sin embargo, su primer papel en el teatro fue interpretar a Dorothy Gale en la representación de la clase sénior de su Longmeadow High School del Mago de Oz. Fahy trabajó como camarera nocturna en The Grey Dog en la ciudad de Nueva York y fue niñera al comienzo de su carrera. En noviembre del 2023, Fahy confirmó públicamente su relación con su coprotagonista de White Lotus, Leo Woodall, después de meses de especulaciones.

## Filmografía
| Año  | Título               | Personaje     | Observaciones |
| ---- | -------------------- | ------------- | ------------- |
| 2012 | Fifty Grades of Shay | Lila Morgan   | Cortometraje  |
| 2015 | Burning Bodhi        | Lauren        |               |
| 2015 | Those People         | London        |               |
| 2015 | Standardized         | Liz           | Cortometraje  |
| 2016 | El caso Sloane       | Clara Thomson |               |
| 2016 | License Plates       | Jen           |               |
| 2017 | Lily + Mara          | Mara          | Cortometraje  |
| 2017 | The Bracket Theory   | Lucy          | Cortometraje  |
| 2024 | Your Monster         | Jackie Dennon |               |

| Año       | Título                                     | Personaje       | Observaciones                                                                                      |
| --------- | ------------------------------------------ | --------------- | -------------------------------------------------------------------------------------------------- |
| 2009      | Gossip Girl                                | Devyn           | Episodio: "The Lost Boy"                                                                           |
| 2010–2012 | One Life to Live                           | Hannah O'Connor | 83 episodios                                                                                       |
| 2011      | The Good Wife                              | Shelby Hale     | Episodio: "Affairs of State"                                                                       |
| 2011      | Georgetown                                 | Erica Wallace   | Película de televisión                                                                             |
| 2011      | The Lost Valentine                         | Caroline joven  | Película de televisión                                                                             |
| 2012      | Terapia de choque                          | Olivia DiFlorio | Miniserie. Episodios: "A Load of Bull", "Wide Deceiver", "To Swerve and Protect", "Shrink or Swim" |
| 2012      | Political Animals                          | Georgia Gibbons | Episodios: "Resignation Day", "Lost Boys", "The Woman Problem", "Pilot"                            |
| 2012      | Chicago Fire                               | Nicki Rutkowski | Episodios: "Mon Amour", "Professional Courtesy", "One Minute"                                      |
| 2013      | It Could Be Worse                          | Joy             | Miniserie. Episodio: "What's Your Secret?"                                                         |
| 2014      | Ley y orden: Unidad de víctimas especiales | Jenny Aschler   | Episodio: "Downloaded Child"                                                                       |
| 2015      | The Jim Gaffigan Show                      | Maria           | Episodio: "Maria"                                                                                  |
| 2015      | Blue Bloods (Familia de policías)          | Lacey Chambers  | Episodio: "Worst Case Scenario"                                                                    |
| 2017-2021 | The Bold Type                              | Sutton          | Elenco principal                                                                                   |
| 2022      | The White Lotus                            | Daphne Sullivan | Elenco principal (segunda temporada)                                                               |
| 2024      | The Perfect Couple                         | Merritt Monaco  | Serie de Netflix                                                                                   |
| 2025      | Sirenas                                    | Devon DeWitt    | Serie de Netflix                                                                                   |

## Créditos del teatro Broadway
- Spider-Man: Turn Off the Dark (2010)[14][15]
- Next to Normal (2010): Natalie Goodman (sustitución)
- Linda (2017): Intérprete[16]

## Premios & Nominaciones
| Año  | Premio             | Categoría               | Trabajo       | Resultado |
| ---- | ------------------ | ----------------------- | ------------- | --------- |
| 2018 | Teen Choice Awards | "Choice Summer TV Star" | The Bold Type | Nominada  |